# Semiothisa zimmermanni
Semiothisa zimmermanni är en fjärilsart som beskrevs av Ludwig Carl Friedrich Graeser 1888. Semiothisa zimmermanni ingår i släktet Semiothisa och familjen mätare. Inga underarter finns listade i Catalogue of Life.